# Florus
Florus také Annius Florus (1. století? Afrika – 140? Řím) byl starověký římský básník, historik a filolog.
Působil v hispánské Tarraconě jako učitel-grammaticus a rétor. Napsal dialog Vergilius orator an poeta (česky Byl Vergilius řečník, nebo básník?), z něhož se dochoval zajímavý zlomek, a dílo Epitomé bellorum omnium annorum DCC (česky Přehled všech válek za 700 let). Epitomé není ani tak historickým dílem, jako spíše oslavou římského národa. Ve svém díle, které vzniklo v době vlády císaře Hadriana (117–138), čerpá především z proslulých Liviových dějin.
Podle některých názorů je možné, že se nejedná o jednu osobu (současně básník, historik a filolog), ale o tři různé osoby.
- Lucius Annaeus Florus (podle Bamberského rukopisu Iulius Florus) – starověký římský historik, autora Epitomé. Žil v době císaře Trajána a Hadriana.
- Julius Florus – je popisován jako starověký římský básník, řečník a autor, který se narodil přibližně v roce 74 a zemřel přibližně v roce 130[1] Narodil se v Africe, ale vyrůstal v Římě.
- Publius Annius Florus – starověký římský básník a rétorik

Výtah z Tita Livia od Annia Flora (Epitoma de Tito Livio) v českém překladu obsahuje kniha Dvojí pohled na římské dějiny.